# Eleições europeias de 2019 no Porto

## Resultados Oficiais
| Partido                 | Partido                        | Votos   | %               | +/-  |
| ----------------------- | ------------------------------ | ------- | --------------- | ---- |
|                         | Partido Socialista             | 26 918  | 28,57 / 100,00  | 1,23 |
|                         | Partido Social Democrata       | 22 151  | 23,51 / 100,00  | -    |
|                         | Bloco de Esquerda              | 10 801  | 11,46 / 100,00  | 5,93 |
|                         | CDS – Partido Popular          | 7 726   | 8,20 / 100,00   | -    |
|                         | Coligação Democrática Unitária | 6 013   | 6,38 / 100,00   | 6,07 |
|                         | Pessoas–Animais–Natureza       | 5 662   | 6,01 / 100,00   | 4,14 |
|                         | LIVRE                          | 2 676   | 2,84 / 100,00   | 0,04 |
|                         | Iniciativa Liberal             | 2 000   | 2,12 / 100,00   | Novo |
|                         | Aliança                        | 1 988   | 2,11 / 100,00   | Novo |
|                         | Nós, Cidadãos!                 | 1 617   | 1,72 / 100,00   | Novo |
|                         | Outros (com menos de 1,00%)    | 2 259   | 2,40 / 100,00   |      |
| Votos Inválidos         | Votos Inválidos                | 4 422   | 4,69 / 100,00   | 1,63 |
| Total                   | Total                          | 94 233  | 100,00 / 100,00 |      |
| Eleitorado/Participação | Eleitorado/Participação        | 211 596 | 44,53 / 100,00  | 2,10 |

## Resultados por Freguesia
Os resultados seguintes referem-se aos partidos que obtiveram mais de 1,00% dos votos:
| Freguesia                                                       | %     | %     | %     | %     | %    | %    | %    | %    | %    | %    | Votantes |
| Freguesia                                                       | PS    | PSD   | BE    | CDS   | CDU  | PAN  | L    | IL   | A    | NC!  | Votantes |
| --------------------------------------------------------------- | ----- | ----- | ----- | ----- | ---- | ---- | ---- | ---- | ---- | ---- | -------- |
| Aldoar, Foz do Douro e Nevogilde                                | 20,67 | 30,14 | 7,41  | 15,84 | 3,83 | 4,49 | 2,57 | 3,81 | 3,89 | 1,27 | 13 326   |
| Bonfim                                                          | 27,72 | 23,03 | 13,98 | 6,10  | 7,01 | 6,70 | 3,37 | 1,49 | 1,72 | 1,84 | 9 590    |
| Campanhã                                                        | 40,99 | 16,49 | 11,32 | 3,52  | 9,35 | 5,57 | 1,38 | 0,75 | 1,14 | 1,23 | 11 010   |
| Cedofeita, Santo Ildefonso, Sé, Miragaia, São Nicolau e Vitória | 28,12 | 22,59 | 13,74 | 6,21  | 6,78 | 6,90 | 3,91 | 1,79 | 1,72 | 1,63 | 14 305   |
| Lordelo do Ouro e Massarelos                                    | 26,68 | 24,90 | 10,12 | 10,64 | 5,88 | 5,09 | 3,14 | 3,12 | 2,39 | 1,77 | 11 459   |
| Paranhos                                                        | 29,04 | 23,05 | 12,97 | 5,76  | 6,60 | 6,77 | 2,79 | 1,57 | 1,70 | 2,06 | 18 474   |
| Ramalde                                                         | 28,30 | 23,45 | 10,61 | 9,14  | 5,84 | 6,14 | 2,64 | 2,26 | 2,14 | 1,99 | 16 069   |
| Porto                                                           | 28,57 | 23,51 | 11,46 | 8,20  | 6,38 | 6,01 | 2,84 | 2,12 | 2,11 | 1,72 | 94 233   |

#### Aldoar, Foz do Douro e Nevogilde
| Partido                 | Partido                        | Votos  | %               | +/-  |
| ----------------------- | ------------------------------ | ------ | --------------- | ---- |
|                         | Partido Social Democrata       | 4 016  | 30,14 / 100,00  | -    |
|                         | Partido Socialista             | 2 754  | 20,67 / 100,00  | 2,84 |
|                         | CDS – Partido Popular          | 2 111  | 15,84 / 100,00  | -    |
|                         | Bloco de Esquerda              | 988    | 7,41 / 100,00   | 3,30 |
|                         | Pessoas–Animais–Natureza       | 599    | 4,49 / 100,00   | 2,99 |
|                         | Aliança                        | 519    | 3,89 / 100,00   | Novo |
|                         | Coligação Democrática Unitária | 510    | 3,83 / 100,00   | 4,31 |
|                         | Iniciativa Liberal             | 508    | 3,81 / 100,00   | Novo |
|                         | LIVRE                          | 342    | 2,57 / 100,00   | 0,47 |
|                         | Nós, Cidadãos!                 | 169    | 1,27 / 100,00   | Novo |
|                         | Outros (com menos de 1,00%)    | 250    | 1,88 / 100,00   |      |
| Votos Inválidos         | Votos Inválidos                | 560    | 4,21 / 100,00   | 2,63 |
| Total                   | Total                          | 13 326 | 100,00 / 100,00 |      |
| Eleitorado/Participação | Eleitorado/Participação        | 26 310 | 50,65 / 100,00  | 2,64 |

#### Bonfim
| Partido                 | Partido                        | Votos  | %               | +/-  |
| ----------------------- | ------------------------------ | ------ | --------------- | ---- |
|                         | Partido Socialista             | 2 658  | 27,72 / 100,00  | 0,87 |
|                         | Partido Social Democrata       | 2 209  | 23,03 / 100,00  | -    |
|                         | Bloco de Esquerda              | 1 341  | 13,98 / 100,00  | 8,37 |
|                         | Coligação Democrática Unitária | 672    | 7,01 / 100,00   | 6,52 |
|                         | Pessoas–Animais–Natureza       | 643    | 6,70 / 100,00   | 4,58 |
|                         | CDS – Partido Popular          | 585    | 6,10 / 100,00   | -    |
|                         | LIVRE                          | 323    | 3,37 / 100,00   | 0,55 |
|                         | Nós, Cidadãos!                 | 176    | 1,84 / 100,00   | Novo |
|                         | Aliança                        | 165    | 1,72 / 100,00   | Novo |
|                         | Iniciativa Liberal             | 143    | 1,49 / 100,00   | Novo |
|                         | Outros (com menos de 1,00%)    | 215    | 2,24 / 100,00   |      |
| Votos Inválidos         | Votos Inválidos                | 460    | 4,80 / 100,00   | 1,51 |
| Total                   | Total                          | 9 590  | 100,00 / 100,00 |      |
| Eleitorado/Participação | Eleitorado/Participação        | 21 982 | 43,63 / 100,00  | 2,27 |

#### Campanhã
| Partido                 | Partido                        | Votos  | %               | +/-  |
| ----------------------- | ------------------------------ | ------ | --------------- | ---- |
|                         | Partido Socialista             | 4 513  | 40,99 / 100,00  | 1,28 |
|                         | Partido Social Democrata       | 1 815  | 16,49 / 100,00  | -    |
|                         | Bloco de Esquerda              | 1 246  | 11,32 / 100,00  | 5,93 |
|                         | Coligação Democrática Unitária | 1 029  | 9,35 / 100,00   | 7,12 |
|                         | Pessoas–Animais–Natureza       | 613    | 5,57 / 100,00   | 3,71 |
|                         | CDS – Partido Popular          | 388    | 3,52 / 100,00   | -    |
|                         | LIVRE                          | 152    | 1,38 / 100,00   | 0,25 |
|                         | Nós, Cidadãos!                 | 135    | 1,23 / 100,00   | Novo |
|                         | Aliança                        | 126    | 1,14 / 100,00   | Novo |
|                         | Outros (com menos de 1,00%)    | 403    | 3,66 / 100,00   |      |
| Votos Inválidos         | Votos Inválidos                | 590    | 5,35 / 100,00   | 0,17 |
| Total                   | Total                          | 11 010 | 100,00 / 100,00 |      |
| Eleitorado/Participação | Eleitorado/Participação        | 28 188 | 39,06 / 100,00  | 2,90 |

#### Cedofeita, Santo Ildefonso, Sé, Miragaia, São Nicolau e Vitória
| Partido                 | Partido                        | Votos  | %               | +/-  |
| ----------------------- | ------------------------------ | ------ | --------------- | ---- |
|                         | Partido Socialista             | 4 023  | 28,12 / 100,00  | 2,06 |
|                         | Partido Social Democrata       | 3 231  | 22,59 / 100,00  | -    |
|                         | Bloco de Esquerda              | 1 965  | 13,74 / 100,00  | 7,51 |
|                         | Pessoas–Animais–Natureza       | 987    | 6,90 / 100,00   | 5,09 |
|                         | Coligação Democrática Unitária | 970    | 6,78 / 100,00   | 6,13 |
|                         | CDS – Partido Popular          | 889    | 6,21 / 100,00   | -    |
|                         | LIVRE                          | 560    | 3,91 / 100,00   | 0,48 |
|                         | Iniciativa Liberal             | 256    | 1,79 / 100,00   | Novo |
|                         | Aliança                        | 246    | 1,72 / 100,00   | Novo |
|                         | Nós, Cidadãos!                 | 233    | 1,63 / 100,00   | Novo |
|                         | Outros (com menos de 1,00%)    | 375    | 2,62 / 100,00   |      |
| Votos Inválidos         | Votos Inválidos                | 570    | 3,98 / 100,00   | 1,35 |
| Total                   | Total                          | 14 305 | 100,00 / 100,00 |      |
| Eleitorado/Participação | Eleitorado/Participação        | 36 007 | 39,73 / 100,00  | 1,18 |

#### Lordelo do Ouro e Massarelos
| Partido                 | Partido                        | Votos  | %               | +/-  |
| ----------------------- | ------------------------------ | ------ | --------------- | ---- |
|                         | Partido Socialista             | 3 057  | 26,68 / 100,00  | 1,16 |
|                         | Partido Social Democrata       | 2 853  | 24,90 / 100,00  | -    |
|                         | CDS – Partido Popular          | 1 219  | 10,64 / 100,00  | -    |
|                         | Bloco de Esquerda              | 1 160  | 10,12 / 100,00  | 4,81 |
|                         | Coligação Democrática Unitária | 674    | 5,88 / 100,00   | 7,33 |
|                         | Pessoas–Animais–Natureza       | 585    | 5,09 / 100,00   | 3,48 |
|                         | LIVRE                          | 360    | 3,14 / 100,00   | 0,26 |
|                         | Iniciativa Liberal             | 357    | 3,12 / 100,00   | Novo |
|                         | Aliança                        | 274    | 2,39 / 100,00   | Novo |
|                         | Nós, Cidadãos!                 | 203    | 1,77 / 100,00   | Novo |
|                         | Outros (com menos de 1,00%)    | 243    | 2,11 / 100,00   |      |
| Votos Inválidos         | Votos Inválidos                | 476    | 4,15 / 100,00   | 2,00 |
| Total                   | Total                          | 11 459 | 100,00 / 100,00 |      |
| Eleitorado/Participação | Eleitorado/Participação        | 24 494 | 46,78 / 100,00  | 1,93 |

#### Paranhos
| Partido                 | Partido                        | Votos  | %               | +/-  |
| ----------------------- | ------------------------------ | ------ | --------------- | ---- |
|                         | Partido Socialista             | 5 365  | 29,04 / 100,00  | 1,35 |
|                         | Partido Social Democrata       | 4 259  | 23,05 / 100,00  | -    |
|                         | Bloco de Esquerda              | 2 396  | 12,97 / 100,00  | 7,00 |
|                         | Pessoas–Animais–Natureza       | 1 250  | 6,77 / 100,00   | 4,82 |
|                         | Coligação Democrática Unitária | 1 220  | 6,60 / 100,00   | 5,46 |
|                         | CDS – Partido Popular          | 1 065  | 5,76 / 100,00   | -    |
|                         | LIVRE                          | 515    | 2,79 / 100,00   | 0,03 |
|                         | Nós, Cidadãos!                 | 381    | 2,06 / 100,00   | Novo |
|                         | Aliança                        | 314    | 1,70 / 100,00   | Novo |
|                         | Iniciativa Liberal             | 290    | 1,57 / 100,00   | Novo |
|                         | Outros (com menos de 1,00%)    | 460    | 2,49 / 100,00   |      |
| Votos Inválidos         | Votos Inválidos                | 959    | 5,19 / 100,00   | 0,91 |
| Total                   | Total                          | 18 474 | 100,00 / 100,00 |      |
| Eleitorado/Participação | Eleitorado/Participação        | 41 155 | 44,89 / 100,00  | 1,62 |

#### Ramalde
| Partido                 | Partido                        | Votos  | %               | +/-  |
| ----------------------- | ------------------------------ | ------ | --------------- | ---- |
|                         | Partido Socialista             | 4 548  | 28,30 / 100,00  | 0,63 |
|                         | Partido Social Democrata       | 3 768  | 23,45 / 100,00  | -    |
|                         | Bloco de Esquerda              | 1 705  | 10,61 / 100,00  | 4,89 |
|                         | CDS – Partido Popular          | 1 469  | 9,14 / 100,00   | -    |
|                         | Pessoas–Animais–Natureza       | 987    | 6,14 / 100,00   | 3,92 |
|                         | Coligação Democrática Unitária | 938    | 5,84 / 100,00   | 5,47 |
|                         | LIVRE                          | 424    | 2,64 / 100,00   | 0,40 |
|                         | Iniciativa Liberal             | 363    | 2,26 / 100,00   | Novo |
|                         | Aliança                        | 344    | 2,14 / 100,00   | Novo |
|                         | Nós, Cidadãos!                 | 320    | 1,99 / 100,00   | Novo |
|                         | Outros (com menos de 1,00%)    | 396    | 2,47 / 100,00   |      |
| Votos Inválidos         | Votos Inválidos                | 807    | 5,02 / 100,00   | 1,81 |
| Total                   | Total                          | 16 069 | 100,00 / 100,00 |      |
| Eleitorado/Participação | Eleitorado/Participação        | 33 460 | 48,02 / 100,00  | 7,03 |